# Osceola (Arkansas)
Osceola es una ciudad ubicada en el condado de Misisipi en el estado estadounidense de Arkansas. En el Censo de 2010 tenía una población de 7757 habitantes y una densidad poblacional de 305,99 personas por km².

## Geografía
Osceola se encuentra ubicada en las coordenadas 35°41′41″N 89°59′35″O / 35.69472, -89.99306. Según la Oficina del Censo de los Estados Unidos, Osceola tiene una superficie total de 25.35 km², de la cual 25.35 km² corresponden a tierra firme y (0%) 0 km² es agua.

## Demografía
Según el censo de 2010, había 7757 personas residiendo en Osceola. La densidad de población era de 305,99 hab./km². De los 7757 habitantes, Osceola estaba compuesto por el 42.7% blancos, el 53.94% eran afroamericanos, el 0.12% eran amerindios, el 0.23% eran asiáticos, el 0.01% eran isleños del Pacífico, el 1.41% eran de otras razas y el 1.6% pertenecían a dos o más razas. Del total de la población el 2.46% eran hispanos o latinos de cualquier raza.